# Acronicta rubiginosa
Acronicta rubiginosa là một loài bướm đêm trong họ Noctuidae.